# Rue d'Avinyó
La rue d'Avinyó (officiellement dans la nomenclature en catalan : carrer d'Avinyó) est une rue de Barcelone située dans le Quartier gothique, dans le district de la Vieille ville de Barcelone. Elle est célèbre pour avoir inspiré l'œuvre Les Demoiselles d'Avignon de Pablo Picasso en 1907. Son nom fait référence, selon les sources, à une famille de la bourgeoisie catalane ou à la commune d'Avinyó, située dans la comarque du Bages.

## Histoire
La rue porte le nom d'Avinyó depuis 1840.

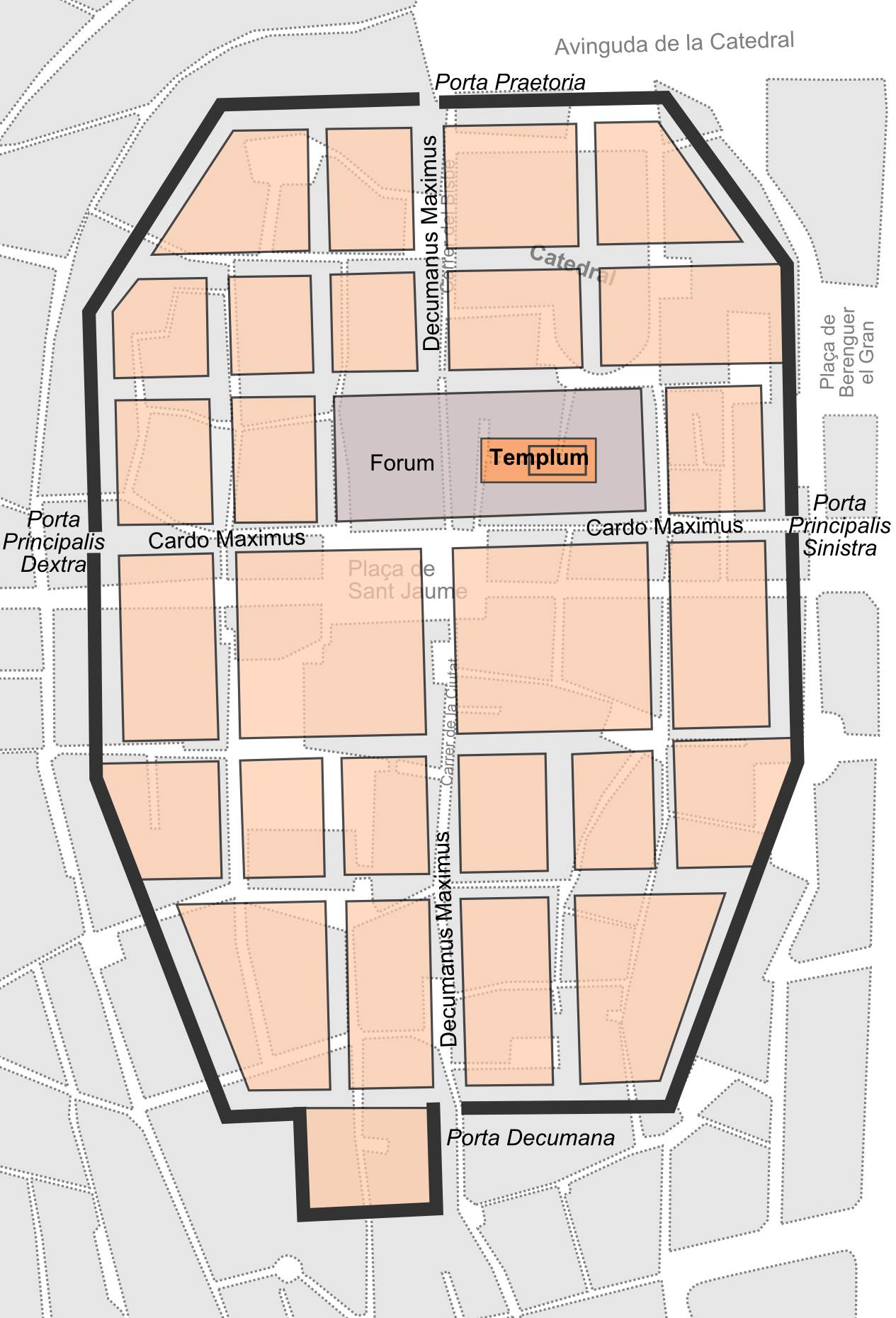
Plan de Barcino, où la rue d'Avinyó est occupée par la muraille occidentale de la ville.

La rue d'Avinyó est située dans l'emprise de l'ancienne ville romaine de Barcino, sur le tracé des murailles bâties pour protéger la ville. Elle jouxte l'actuelle rue Ferran où se trouvait l'une des portes de la ville, la Porta Principalis Dextra.

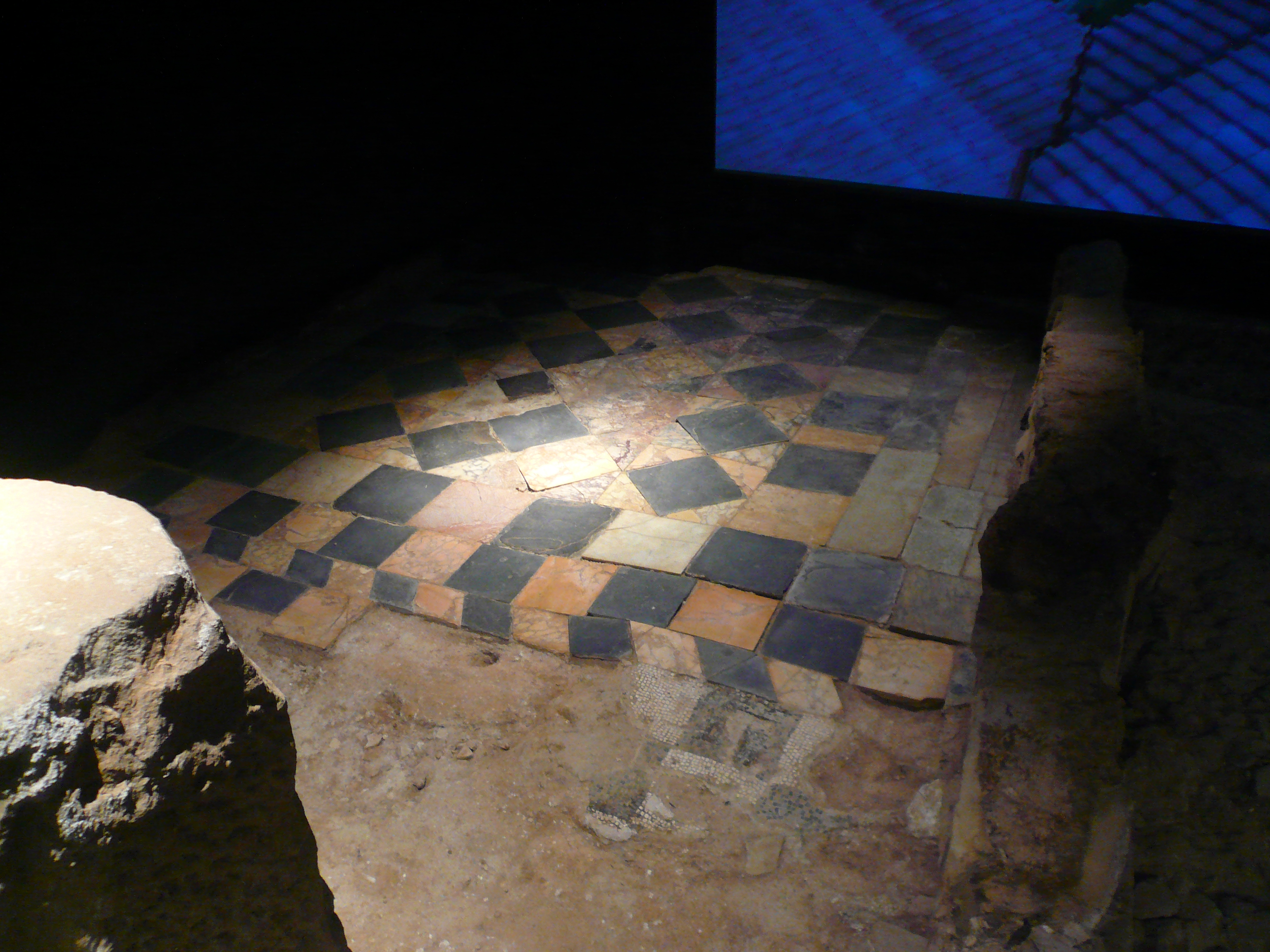
Restes archéologiques de la Domus Avinyó

## Bâtiments remarquables et lieux de mémoire
- No 1 : Ancien atelier de la famille de la styliste catalane Joana Valls[2]
- No 11 : Bâtiment moderniste de Pere Falqués i Urpí (1906), premier siège de la centrale de téléphones de la ville (actuellement logement touristique)[3].
- No 15 : Domus Avinyó, vestiges archéologiques d'une ancienne domus romaine découverts en 2004, désormais intégrés dans les collections du Musée d'histoire de Barcelone[4].
- No 20 : Collège Sagrada Familia d'Urgell, bâtiment néo-classique du xixe siècle[5].
- No 23 : Casino Mercantil (1881-1883), œuvre de Tiberi Sabater, ancien siège de l'École de la Llotja. Sur la façade se trouvent deux sculptures allégoriques, Le Commerce et L'Industrie, œuvres de Rossend Nobas et de Joan Roig i Solé[6].
- No 30 : Casa dels Quatre Rius (en français : Maison des Quatre Fleuves) : Maison seigneuriale du xviiie siècle, œuvre de Jaume Fàbregues, dont la façade représente le Danube, le Nil, le Gange et le Río de la Plata[7].
- No 44 : adresse du célèbre bordel «Ca la Mercè» (en français : «Chez la Mercè») fréquenté par le peintre Pablo Picasso, d'où le nom du tableau Les Demoiselles d'Avignon[8] peint à Paris et exposé au Museum of Modern Art de New York[9].
- No 56 : résidence du dramaturge Frederic Soler, plus connu sous le pseudonyme de Serafí Pitarra. Une plaque le commémore sur la façade[10].